# یوکو شیهو گاتامه

نمایی از فن «یوکو شیهو گاتامه»

یوکو شیهو گاتامه (به ژاپنی: 横四方固め)-(به انگلیسی: Yoko shiho gatame) یکی از فنون و تکنیک‌های دستهٔ کاتامه-وازا رشتهٔ ورزشی جودو است که در زیردستهٔ اوسای‌کومی-وازا دسته‌بندی می‌شود.